# Блінджава
Блінджава, лит. Blindžawa, пол. Blindżawa, рос. Блинджава  — річка в Литві, у Тельшяйському й Клайпедському повітах регіону Жемайтія. Ліва притока Саланти.

## Опис
Довжина річки приблизно 30 км, найкоротша відстань між витоком і гирлом — 16,8 км, коефіцієнт звивистості — 1,79.

## Розташування
Бере початок біля села Годеляй (лит. Godeliai). Спочатку тече на північний захід через Кадайце (лит. Kadaičiai), Шатейкі (лит.Šateikiai ). Біля Ракеце (лит. Reketė  ) річка повертає на південний захід  і тече понад Скавдаляй (лит. Skaudaliai).  Поруч з Кульсодіс (лит. Kūlsodis  ) впадає у річку Саланту, праву притоку Мінії.